# Trolleybus de Londres
 (juillet 2020).
Si vous disposez d'ouvrages ou d'articles de référence ou si vous connaissez des sites web de qualité traitant du thème abordé ici, merci de compléter l'article en donnant les références utiles à sa vérifiabilité et en les liant à la section « Notes et références ».
Le réseau de trolleybus de Londres était un réseau de trolleybus faisant partie du réseau de transports en commun de l'agglomération de Londres. Le réseau de trolleybus est mis en service en 1931 et fonctionne jusqu'en 1962. Pendant une grande partie de son existence, le système de Londres était le plus grand du monde. Il a culminé à 68 lignes, avec une flotte maximale de 1 811 trolleybus.

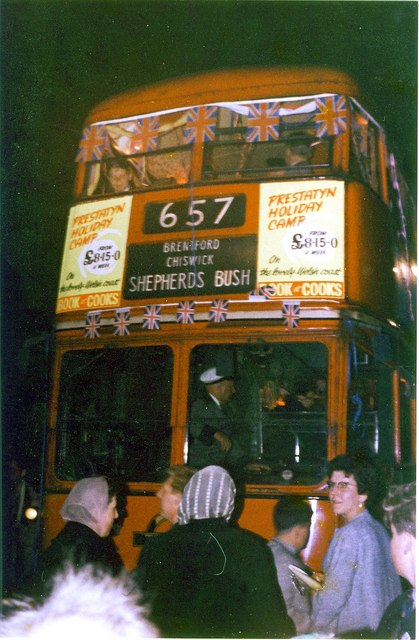
Le dernier trolleybus dans le 8 mai 1962

## Histoire
Les 60 premiers trolleybus de Londres ont été introduits par London United Tramways (LUT), opérant à partir du garage de bus Fulwell dans le sud-ouest de Londres. Ils ont été surnommés "Diddlers" et ont commencé à courir le 16 mai 1931.
En 1933, LUT a été absorbé par le London Passenger Transport Board (LPTB) avec d'autres opérateurs de tramway. Le LPTB a décidé de remplacer tous les tramways par des trolleybus. Cela a commencé en octobre 1935 avec deux autres anciennes routes LUT et s'est poursuivi par étapes jusqu'en juin 1940, lorsque la Seconde Guerre mondiale a provoqué la suspension du programme. À ce moment-là, presque tous les tramways au nord de la Tamise avaient été remplacés, mais il restait encore quelque 1 100 tramways desservant le sud de Londres. En 1946, un changement de politique signifiait que toutes les lignes de tramway restantes seraient remplacées par des bus diesel. Comme les trolleybus étaient plus gros que les autobus diesel (70 sièges contre 56), cela signifiait qu'il fallait plus de bus diesel. On espérait toutefois que cela entraînerait une baisse des tarifs non perçus sur les petits véhicules.
En 1948, un nouveau lot de 77 trolleybus a remplacé les Diddlers, et ceux qui avaient été détruits par l'action ennemie. En outre, 50 nouveaux trolleybus ont été livrés en 1952 pour remplacer les véhicules les plus anciens, alors âgés de 16 ans.
En 1954, il a été annoncé que tous les trolleybus devaient être remplacés par des bus diesel, à l'exception des véhicules d'après-guerre, qui seraient conservés jusqu'en 1970 environ et rouleraient sur les routes LUT d'origine. La conversion a commencé en 1959, en utilisant des bus AEC Regent III RT pour les trois premiers étages et de nouveaux routemasters AEC pour le reste.
Un consortium d'opérateurs espagnols a acheté les véhicules d'après-guerre. Les anciennes routes LUT ont été les dernières à être converties en bus diesel, le 8 mai 1962.

## Flotte
Les trolleybus ont été conçus et construits spécifiquement pour être des remplacements de tramway dignes. Comme les tramways, ils étaient de grands ponts doubles à grande capacité, avec une accélération rapide. Tous sauf un avaient trois essieux (nécessaires car ils mesuraient 9,15 m de long) et étaient beaucoup plus silencieux que les tramways ou les autobus diesel contemporains. Les trolleybus ont été construits sur des châssis AEC, Leyland et British United Traction.
Hormis les Diddlers et quelques véhicules expérimentaux, la plupart des trolleybus londoniens étaient presque identiques. Il y avait une exception : en 1941 et 1943, London Transport a acquis 43 trolleybus qui avaient été commandés pour l'Afrique du Sud mais ne pouvaient pas y être expédiés en raison de la guerre. Ces véhicules ont été attribués au dépôt d'Ilford. Ils formaient trois classes différentes et avaient besoin d'une dispense spéciale car ils avaient 2,44 m de large, 15 cm de plus que la loi ne le permettait.
Certains véhicules d'avant-guerre ultérieurs ont utilisé des techniques de construction monocoques modernes pour produire des carrosseries sans châssis, où les pièces mécaniques et électriques, y compris les moteurs de traction, sont fixées sur la carrosserie et non sur un châssis séparé.
Un véhicule expérimental a été proposé pour être le précurseur d'une flotte qui utiliserait le métro de tramway Kingsway, mais le changement de politique après la guerre signifiait que cela n'a jamais été effectué.
Une poignée de véhicules ont été détruits pendant la Seconde Guerre mondiale, tandis que quelques dizaines d'autres ont été reconstruits après avoir été endommagés par l'action ennemie - au moins un trolleybus a été endommagé et reconstruit deux fois.
La classe Q1 était les seuls trolleybus construits pour Londres après la guerre. Une poignée de véhicules d'avant-guerre ont été vendus pour une utilisation ultérieure à Penang (Malaisie), tandis que la plupart des véhicules d'après-guerre ont été exportés vers l'Espagne où ils ont travaillé pour divers opérateurs - certains dans les années 1970.
Certains trolleybus londoniens sont désormais conservés au Royaume-Uni par le East Anglia Transport Museum, le London Transport Museum et le Trolleybus Museum de Sandtoft. Un des véhicules de 1948 a également été rapatrié d'Espagne.
| Classe | no de flotte | Commentaires |
| ------ | ------------ | --- |
| A1     | 1 à 35       | "Diddlers"; no 1 conservé (London Transport Museum) |
| A2     | 36 à 60      | "Diddlers" |
| X1     | 61           | Experimental Pay As You Board, la porte de céntre seulement |
| X2     | 62           | Empattement allongé |
| X3     | 63           | L'unique trolleybus de Londres avec quatre roues |
| B      | 64 à 93      | |
| B2     | 94 à 131     | |
| C1     | 132 à 183    | |
| C2     | 184 à 283    | no 260 conservé (East Anglia Transport Museum) |
| C3     | 284 à 383    | |
| D1     | 384          | |
| D2     | 385 à 483    | |
| B      | 484 à 488    | |
| B1     | 489 à 493    | |
| D3     | 494 à 553    | |
| E      | 554 à 603    | |
| E2     | 604 à 628    | |
| E3     | 629 à 653    | |
| F1     | 654 à 753    | |
| X4     | 754          | Experimental Pay As You Enter (porte d'arriére) sortie frontale , tous deux équipés de portes pliantes                                                         |
| H1     | 755 à 904    | no 796 conservé (East Anglia Transport Museum) |
| J1     | 905 à 952    | |
| M      | 953          | |
| L2     | 954          | |
| J2     | 955 à 1029   | |
| J3     | 1030 à 1054  | |
| K1     | 1055 à 1154  | |
| K2     | 1155 à 1254  | no 1201 conservé (East Anglia Transport Museum) |
| K1     | 1255 à 1304  | no 1253 conservé (London Transport Museum) |
| K2     | 1305 à 1354  | no 1348 conservé (Trolleybus Museum at Sandtoft) |
| L1     | 1355 à 1369  | |
| L2     | 1370 à 1378  | |
| X5     | 1379         | Experimental (la classe L2 modifié) avec portes extérieures pour tester l'aptitude à utiliser des trolleybus dans le tunnel du tramway de Kingsway             |
| L3     | 1380 à 1529  | no 1521 conservé (East Anglia Transport Museum) |
| M1     | 1530 à 1554  | |
| N1     | 1555 à 1644  | |
| N2     | 1645 à 1669  | |
| X6     | 1670         | |
| X7     | 1671         | Direction tandem, entraînement par essieu arrière simple (roues jumelées); construit comme un démonstrateur de Leyland, février 1939, acquis en septembre 1939 |
| K3     | 1672 à 1696  | |
| P1     | 1697 à 1721  | |
| SA1    | 1722 à 1733  | Carrosseries de 203 mm de large |
| SA2    | 1734 à 1746  | Carrosseries de 203 mm de large |
| SA3    | 1747 à 1764  | Carrosseries de 203 mm de large |
| Q1     | 1765 à 1891  | Carrosseries de 203 mm de large ; no 1768 conservé (London Transport Museum); no 1812 conservé (Trolleybus Museum à Sandtoft)                                  |

## Lignes
- 513: Hampstead Heath - Parliament Hill Fields
- 517: North Finchley - Holborn
- 521: Holborn - North Finchley
- 543: Holborn - Wood Green
- 555: Bloomsbury - Leyton
- 557: Chingford Mount - Liverpool Street
- 567: Barking - Smithfield
- 569: Aldgate - North Woolwich
- 581: Bloomsbury - Woodford
- 601: Twickenham - Tolworth
- 602: Dittons - Kingston loop
- 603: Tolworth - Kingston loop
- 604: Hampton Court Palace - Wimbledon
- 605: Teddington - Wimbledon
- 607: Uxbridge - Shepherds Bush
- 609: Barnet - Highgate
- 609: Moorgate - Barnet
- 611: Highgate Village - Moorgate
- 613: Parliament Hill Fields - Holborn
- 615: Parliament Hill Fields - Moorgate
- 617: North Finchley - Holborn
- 621: Holborn - North Finchley
- 623: Woodford - Manor House
- 625: Woodford - Winchmore Hill
- 626: Acton - Clapham Junction
- 627: Waltham Cross - Tottenham Court Road
- 628: Craven Park - Clapham Junction
- 629: Enfield - Tottenham Court Road
- 630: Harlesden - West Croydon
- 639: Hampstead - Moorgate
- 641: Moorgate - Winchmore Hill
- 643: Holborn - Wood Green
- 645: Canons Park -  Barnet
- 647: Stamford Hill - London Docks
- 649: Waltham Cross - Liverpool Street station
- 649A: Wood Green - Liverpool Street station
- 653: Aldgate - Tottenham Court Road
- 654: Sutton - Crystal Palace
- 655: Acton Vale - Clapham Junction
- 657: Hounslow - Shepherds Bush
- 659: Waltham Cross - Holborn
- 660: North Finchley - Hammersmith
- 661: Aldgate - Leyton
- 662: Sudbury - Paddington Green
- 663: Aldgate - Chadwell Heath
- 665: Barking - Bloomsbury
- 666: Edgware - Hammersmith
- 667: Hammersmith - Hampton Court
- 669: North Woolwich - Stratford
- 677: Smithfield - West India Docks
- 679: Waltham Cross - Smithfield
- 685: North Woolwich - Walthamstow
- 687: Walthamstow - Royal Victoria and Albert docks
- 689: Stratford - East Ham circular via Plashet Grove & Green Street
- 690: Stratford - East Ham circular via Green Street & Plashet Grove
- 691: Barking - Barkingside
- 693: Barking - Chadwell Heath
- 696: Woolwich - Dartford
- 697: Chingford Mount - Docks
- 698: Woolwich - Bexleyheath
- 699: Chingford Mount – Docks